# Camp Lukacs
Camp Lukacs war ein Internierungslager der Internationalen Brigaden für Brigadisten während des Spanischen Bürgerkrieges. Das Internierungslager befand sich in Albacete, dem Hauptquartier der Internationalen Brigaden.

## Geschichte
Nach dem Militärputsch vom 17. Juli 1936 strömten internationale Milizionäre nach Spanien, um gegen das putschende Militär als Freiwillige zu kämpfen. Nach dem Beschluss der spanischen Regierung erfolgte zur Umorganisation der Milizeinheiten zur „Spanischen Volksarmee“ ab dem 9. Oktober 1936 die Aufstellung von internationalen Einheiten, den Internationalen Brigaden. Die internationalen Brigadisten wurden bald zu einem Problem für die spanische Volksarmee, vor allem aufgrund der Tatsache, dass einige von ihnen in ihre Heimatländer zurückkehren wollten.
Der Generalkommissar der Brigaden, der Italiener Luigi Longo (Gallo) meinte, dass bei einer Rückkehr von Brigadisten in ihre Heimatländer den Internationalen Brigaden die Freiwilligen ausgehen würden. Bei einem Treffen der Kommissionsmitglieder im April 1937 wurde Gallo darin bekräftigt, dass aufgrund der Rückkehr von Brigadisten in ihre Heimatländer die Internationalen Brigaden ihre Kampfkraft einbüßten. Um dieses zu vermeiden, wurden eine Reihe von Maßnahmen beschlossen:
Die erste Maßnahme war die Entscheidung, die Pässe der Brigadisten zu konfiszieren. Zudem erließ die Regierung der Spanischen Republik im September 1938 ein Dekret, durch das die internationalen Brigadisten den Militärstrafgesetzen der Spanischen Volksarmee unterlagen. Der Versuch von Brigadisten, in ihre Heimatländer zurückzukehren, wurde somit offiziell als Fahnenflucht deklariert. Von dieser Zeit an bestand zudem die Möglichkeit, bei Desertion oder Gehorsamsverweigerung die Todesstrafe zu verhängen. Dies erklärt, warum hunderte Brigadisten versuchten, zu den Mittelmeerhäfen zu fliehen, um als blinde Passagiere Spanien zu verlassen. Zudem versuchten Brigadisten Asyl in Botschaften und Konsulaten oder Reisedokumente in ihren Botschaften und Konsulaten für die Ausreise zu erhalten. Aus diesem Grund wurde zum Beispiel in Barcelona das amerikanische Konsulat durch republikanische Sicherheitskräfte bewacht.
Die Inhaftierung sowie die Verurteilung der verhafteten Brigadisten erfolgte im Camp Lukacs, das sich 16 Kilometer von Albacete, dem Hauptquartier der Internationalen Brigaden befand.
In seinem Buch Der spanische Bürgerkrieg berichtet der Autor Antony Beevor, dass im Camp Lukacs zwischen dem 1. August und dem 1. November nicht weniger als 4000 Männer interniert waren. Zudem berichtet der Historiker Hugh Thomas, dass auch im Camp Lukacs Deserteure liquidiert wurden. Mit der Öffnung russischer Archive nach 1990 werden so auch Menschenrechtsverletzungen der republikanischen Seite offenbar.
Aufgrund der Aragonoffensive entschied die Leitung der Internationalen Brigaden, die Verwaltungsbasis der Internationalen Brigaden im April 1938 von Albacete nach Barcelona, im Bezirk Horta, zu verlegen. Des Weiteren erfolgte der Aufbau eines neuen Brigadegefängnis in der Burg von Castelldefels. Betrieben wurde das Brigadegefängnis wahrscheinlich Anfang April 1938 bis zum 22. Januar 1939, zwei Tagen vor der Einnahme Barcelonas durch die Armee Francos.

## Dokumentierte Liquidierung von Brigadisten
Gut dokumentiert ist der Fall des Brigadisten Bernard Abramofsky, eines Amerikaners des Lincoln-Bataillons, der mehrmals desertierte. Auf Befehl eines Leutnants wurde Abramofsky nach der dritten Desertation liquidiert. Einem seiner Gefährten erging es nicht besser. Während seiner Haft im Brigadengefängnis Castelldefels wurde der Brigadist Albert Wallach, nachdem er gefoltert wurde, im Gefängnishof liquidiert. Ein anderer Amerikaner des Lincoln-Bataillons, Paul White, desertierte Mitte 1938 nach Frankreich. Er fühlte aber Reue, so dass er zum Lincoln-Bataillon zurückkehrte. Nach seiner Rückkehr wurde White liquidiert. Dem gleichen Schicksal erlagen auch die finnischen Brigadisten der XV. Internationalen Brigade Oscar Pauvo, Enrich Niembrer und Lindeolm Zürich, die aufgrund von Feigheit, am 20. April 1938 an einem Strand in Tarragona hingerichtet wurden.
Des Weiteren wurde der Brite Allen Kemp in Teruel im Auftrag des Kommandeurs der XV. Internationale Brigade Vladimir Copic, trotz eines früheren Befehls als Ergebnis des Protestes des British Councils, liquidiert. Laut einem weiteren Bericht des Militärarchives von Ávila liquidierte Leutnant Zimbaluek der XIV. Internationalen Brigade, während der Entlastungsoffensive bei Segovia (Segovia-Offensive) im Jahre 1937, fünf Deserteure, die nach Puerto de Navacerradain geflohen waren. Dokumentiert ist auch ein Vorfall während der Schlacht von Brunete, bei dem der Kommandeur der XIII. Internationalen Brigade Krieger einen Soldaten wegen der Verweigerung einer Angriffsbefehls erschoss, woraufhin 300 Brigadisten seiner Einheiten sich entschlossen, bewaffnet nach Madrid zu ziehen.